# Miroslav Radović
Miroslav Radović, kyrillisch Мирослав Радовић, (geboren 16. Januar 1984 in Goražde, SFR Jugoslawien) ist ein ehemaliger serbischer Fußballspieler auf der Position eines Mittelfeldspielers. Neben der serbischen besitzt er eine montenegrinische und seit 2013 eine polnische Staatsangehörigkeit. Zuletzt stand er bis 2019 beim polnischen Verein KP Legia Warschau unter Vertrag. 

## Erfolge
- Serbischer Meister: 2005
- Fußballer des Jahres PKO Ekstraklasa 2014
- Mittelfeldspieler des Saison PKO Ekstraklasa 2014
- Polnischer Meister: 2013, 2014, 2017 und 2018
- Polnischer Pokalsieger: 2008, 2011, 2012, 2013, 2015 und 2018
- Polnischer Supercup: 2008
- Slowenischer Meister: 2016